# Vereeniging van Radiotelegrafisten
De Vereeniging van Radiotelegrafisten (VRT) was een Belgische syndicale organisatie die bestond van 1920 tot 1932.

## Geschiedenis
Ze werd opgericht in augustus 1920 en sloot kort na haar ontstaan aan bij de Vereeniging van Koopvaardij (VKO). 
De belangrijkste figuur binnen de organisatie was Omer Becu, die er in de beginjaren van de organisatie fungeerde als werkend lid. Pas in 1929 werd voor het eerst een voorzitter verkozen, met name voorgenoemde. De VRT slaagde er onder zijn impuls in om een loonsverhoging van eerst 25% en nadien nog eens 20% te realiseren. 
Toen Becu voorzitter werd van de VKO, werd de VRT op zijn initiatief ontbonden en sloten de radiotelegrafisten op individuele basis aan bij de VKO.